# فيرونيكا كالابريس
فيرونيكا كالابريس (بالإيطالية: Veronica Calabrese)‏ (و. 1987  م) هي لاعبة تايكوندو إيطالية، ولدت في فردول، شاركت في الألعاب الأولمبية الصيفية 2008.

## روابط خارجية
- فيرونيكا كالابريس على موقع TaekwondoData.com (الإنجليزية)
- فيرونيكا كالابريس على موقع اللجنة الأولمبية الدولية (الإنجليزية)
- فيرونيكا كالابريس على موقع أوليمبيديا (الإنجليزية)